# Théodore Brauner
Théodore Brauner, cunoscut și ca Teddy Brauner, (n. 20 martie 1914, Viena, Austro-Ungaria – d. 7 martie 2000, Paris, Franța) a fost un fotograf și desenator evreu român născut în Austro-Ungaria, care a trăit în Franța.
Frații lui au fost pictorul Victor Brauner și folcloristul Harry Brauner. 